# 무실체육공원
무실체육공원(茂實體育公園, Musil Sports Park)은 대한민국 강원특별자치도 원주시에 있는 스포츠 시설이다. 인조잔디 필드가 갖춰진 축구 경기장으로, 2012년에 준공되었다.

## 참고 문헌
- 《전국 공공체육 시설 현황 (2017년말 기준)》. 대한민국 문화체육관광부. 2019.